# 魏斯巴赫河 (戈爾達赫河支流)
48°14′26″N 11°44′56″E / 48.24049°N 11.74898°E

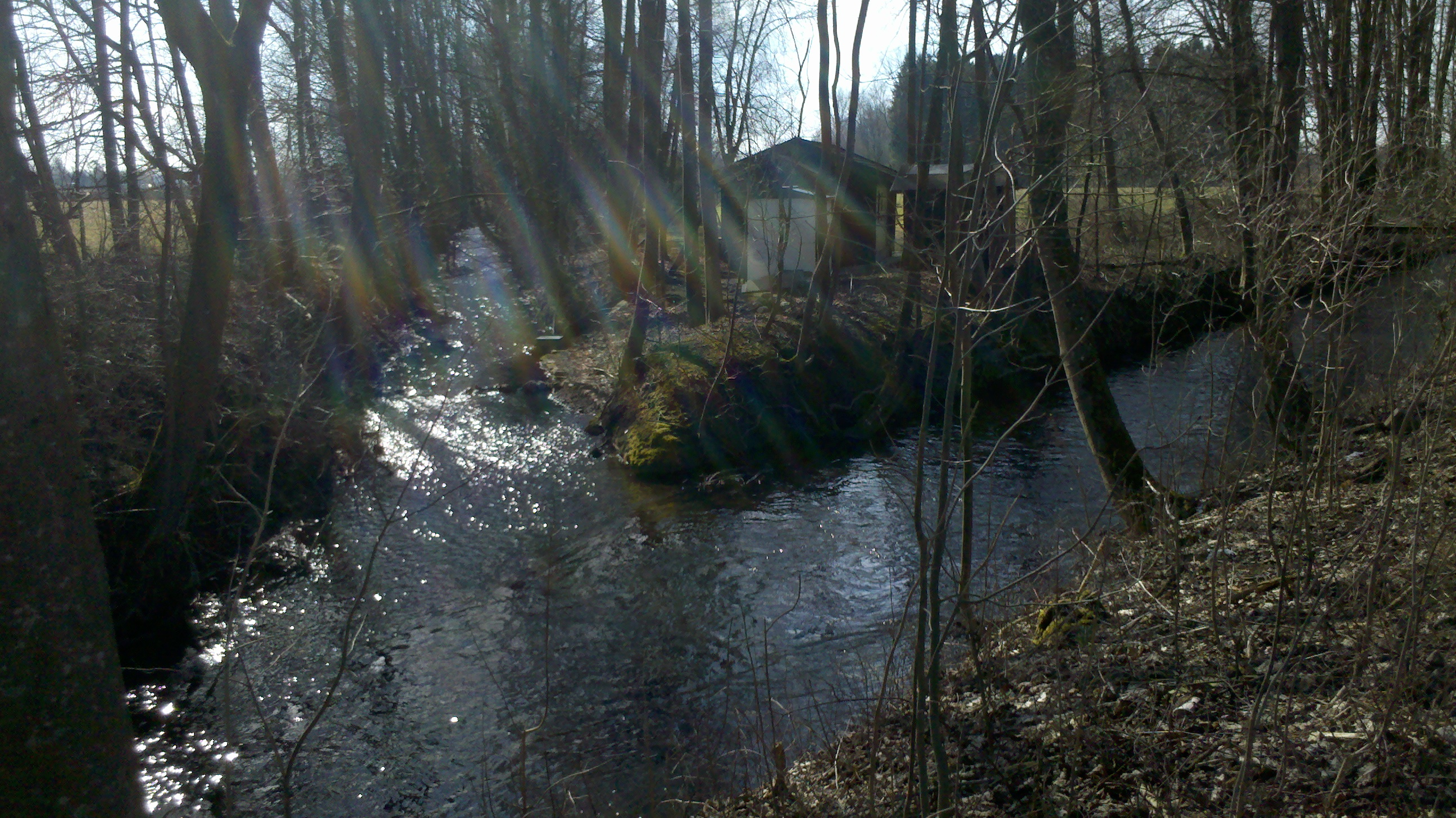

魏斯巴赫河是德國的河流，位於該國東南部，由巴伐利亞負責管轄，屬於戈爾達赫河的右支流，河道全長1.8公里，流經慕尼黑縣。